# Tipula (Microtipula) infida
Tipula (Microtipula) infida is een tweevleugelige uit de familie langpootmuggen (Tipulidae). De soort komt voor in het Neotropisch gebied.